# Southern Astrophysical Research Telescope
Koordinaten: 30° 14′ 16,8″ S, 70° 44′ 1,4″ W

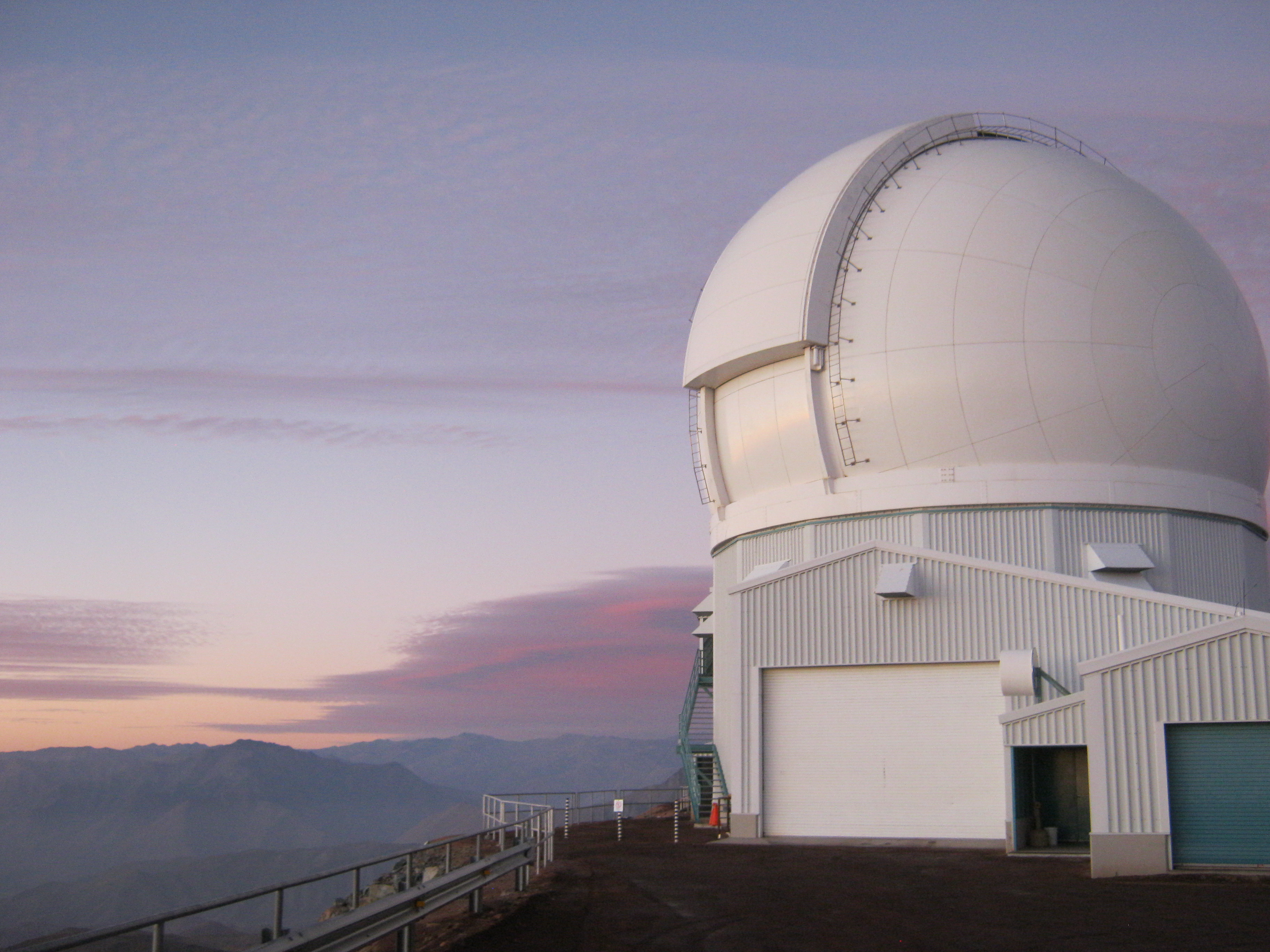
Gebäude des Southern Astrophysical Research Telescope

Das Southern Astrophysical Research Telescope (SOAR) ist ein Spiegelteleskop mit 4,1 m Durchmesser für Beobachtungen im Sichtbaren und nahen Infrarot.  Der Standort ist in  2738 Meter Höhe auf dem Cerro Pachón, Chile. Es wird betrieben von einem Konsortium das unter anderem von Brasilien, der Michigan State University, der National Optical Astronomy Observatory und der University of North Carolina at Chapel Hill gebildet wird.